# Mohamed Salah
Mohamed Salah Hamed Mahrous Ghaly (Arabisch: محمد صلاح حامد محروس غالى) (Nagrig, 15 juni 1992) is een Egyptisch voetballer die doorgaans als rechtsbuiten speelt. Hij tekende in juni 2017 bij Liverpool. Dat betaalde 42 miljoen euro voor hem aan AS Roma, dat daarbij tot 8 miljoen extra aan eventuele bonussen in het vooruitzicht kreeg. Salah maakte in 2011 zijn debuut in het Egyptisch voetbalelftal.

## Clubcarrière

### Al Moqaouloun
Salah debuteerde op 3 mei 2010 voor Al Moqaouloun tegen Mansoura. Op 25 december 2010 maakte hij zijn eerste doelpunt op het hoogste niveau in de competitiewedstrijd tegen Al-Ahly (1–1). Salah speelde 44 wedstrijden voor de Egyptische club, waarin hij goed was voor twaalf goals en zes assists.

### FC Basel
Op 10 april 2012 tekende Salah een vierjarig contract bij het Zwitserse FC Basel. Op 8 augustus 2012 maakte hij zijn debuut voor Basel in de kwalificatiewedstrijd voor de UEFA Champions League 2012/13 tegen het Noorse Molde; zijn competitiedebuut volgde op 12 augustus tegen FC Thun. Eén week later scoorde hij voor het eerst voor Basel in de thuiswedstrijd tegen Lausanne-Sport. In zijn eerste seizoen voor Basel scoorde Salah tien doelpunten en leverde hij elf assists af.
In het seizoen 2013/14 scoorde Salah in de Champions League in beide groepswedstrijden tegen Chelsea, die Basel daardoor beide won. Hij scoorde in twee seizoenen in Zwitserland in totaal 20 goals in 79 wedstrijden.

### Chelsea
Salah maakte op 25 januari 2014 voor ruim tien miljoen euro de overstap naar Chelsea, als vervanger voor de naar Manchester United vertrokken Juan Mata. Hij debuteerde in de Premier League op 8 februari 2014 als invaller tegen Newcastle United. Chelsea won de wedstrijd met 3–0 na een hattrick van Eden Hazard; na 78 minuten verving hij de Braziliaan Willian. Op 22 maart scoorde hij in een 6-0 overwinning op rivaal Arsenal zijn eerste goal voor Chelsea. Op 5 april was hij met een goal en een assist belangrijk in een 3-0 overwinning op Stoke City. Salah speelde slechts drie competitiewedstrijden in de eerste seizoenshelft van 2014/15, waarna hij kon uitkijken naar een nieuwe club.

### Fiorentina
Op 2 februari 2015, de laatste dag van de wintertransferperiode, tekende Salah een contract op huurbasis bij ACF Fiorentina voor de tweede helft van het Italiaanse competitieseizoen. Juan Cuadrado vertrok gelijktijdig van Fiorentina naar Chelsea. Op 8 februari maakte hij tegen Atalanta Bergamo zijn debuut. Een week later was hij goed voor zijn eerste goal en assist tegen US Sassuolo (1-3 winst). In een halfjaar in Florence was hij goed voor negen goals en vier assists. Vervolgens keerde hij terug bij Chelsea.

### AS Roma
Chelsea verhuurde Salah gedurende het seizoen 2015/16 opnieuw, nu aan AS Roma. Dat lichtte twee maanden later een optie tot koop in het contract en nam hem voor 15 miljoen euro definitief over. Op dat moment had hij al indruk gemaakt in Rome, waar in september en oktober vijf keer scoorde in zes competitiewedstrijden. Hij eindigde zijn eerste seizoen in de Italiaanse hoofdstad met vijftien goals en zeven assists. Op 6 november 2016 scoorde hij alle doelpunten in een 3-0 overwinning op Bologna. Dat seizoen was hij goed voor negentien doelpunten en vijftien assists in 41 wedstrijden.

### Liverpool
Salah verruilde AS Roma in juli 2017 voor Liverpool, op dat moment onder leiding van trainer-coach Jürgen Klopp. Zijn officiële debuut voor 'The Reds' maakte hij op 12 augustus tegen Watford FC (3-3), waarin hij eenmaal scoorde. Salah scoorde op 17 maart 2018 vier keer in een met 5–0 gewonnen competitiewedstrijd thuis tegen Watford. Met de 4–0 vervolmaakte hij voor het eerst in zijn profcarrière een hattrick, waaraan hij acht minuten later nog een vierde doelpunt toevoegde. Hij maakte op 14 april 2018 tijdens een met 3-0 gewonnen wedstrijd tegen AFC Bournemouth zijn dertigste competitiedoelpunt in dat seizoen. Daarmee was hij de eerste Afrikaanse voetballer ooit die dertig of meer goals maakte tijdens één seizoen in de Premier League. Met zijn treffer in de 69ste minuut, goed voor de 2-0, werd hij bovendien de eerste speler die in 22 verschillende Premier League-duels scoorde in het seizoen 2017/18.
Salah kreeg op 22 april 2018 de 'Players' Player of the Year award' toegekend, en op 13 mei 2018 werd hij topscorer van de Premier League. Zijn doelpunt in de wedstrijd tegen Brighton & Hove Albion was zijn 32ste doelpunt van dat seizoen. Hij was de eerste speler in een Premier League-seizoen met 38 wedstrijden die het lukte zoveel doelpunten te maken. Dertien dagen later speelde Liverpool met Salah de finale van de Champions League, de eerste voor Liverpool in elf jaar. Salah moest na een half uur het veld verlaten door een blessure aan de schouder. Real Madrid won later de wedstrijd. In de halve finale tegen AS Roma in die competitie maakte Salah zijn tiende doelpunt van het seizoen in de Champions League. Hij was zowel de eerste Afrikaanse speler als de eerste speler van Liverpool die dit lukte.
Salah tekende op 2 juli 2018, een jaar na de transfer naar Liverpool, een nieuw contract voor langere termijn. Hij was op 30 augustus 2018 genomineerd voor de 'UEFA Best Player of the Year award'. Hij eindigde op de derde plaats achter Real Madrid-spelers Luka Modrić en Cristiano Ronaldo. Voor de prijs The Best FIFA Men's Player eindigde Salah wederom op de derde plaats, opnieuw achter de twee spelers van Real Madrid. Wel won hij die avond de FIFA Ferenc Puskás Award voor zijn doelpunt tegen Everton op 10 december 2017. Salah maakte op 8 december 2018 voor de tweede keer in zijn profbestaan een hattrick. Hij maakte die dag zowel de 0–1, 0–2 als 0–4 tijdens een met diezelfde cijfers gewonnen wedstrijd in de Premier League uit bij AFC Bournemouth. Salah maakte in het seizoen 2018/19 22 competitiedoelpunten. Hiermee werd hij voor het tweede jaar op rij topscorer van de Premier League. Hij deelde deze titel ditmaal met Pierre-Emerick Aubameyang en zijn ploeggenoot Sadio Mané. Salah had dit seizoen weer een belangrijk aandeel in de Champions League, hij scoorde in de finale tegen Tottenham Hotspur de 0-1 binnen. Liverpool wist de wedstrijd uiteindelijk met 0-2 winnen.
Verder won Salah met Liverpool dat kalenderjaar de UEFA Super Cup, waarin Salah de beslissende penalty scoorde en het Wereldkampioenschap voetbal voor clubs. In december 2019 eindigde Salah vijfde in de ranking voor de Ballon d'Or. Op 7 maart 2020 scoorde de openingsgoal in een 2-1 overwinning op AFC Bournemouth, waardoor Liverpool een nationaal record brak van 22 opeenvolgende thuisoverwinningen. Het was bovendien zijn 100'ste wedstrijd en zijn 70'ste goal, waarmee hij het clubrecord brak van meeste goals na 100 wedstrijden (Fernando Torres met 63). Salah was dat seizoen goed voor negentien doelpunten en tien assists in de Premier League, dat Liverpool voor het eerst sinds 1990 weer wist te winnen.
Salah begon het seizoen 2020/21 met een hattrick in de seizoensopener tegen Leeds United (4-3 overwinning). Daarmee werd hij de eerste Liverpool-speler die vier seizoenen op rij in de eerste speelronde van de Premier League scoorde en de tweede in de geschiedenis van de Premier League na Teddy Sheringham tussen 1992 en 1995. Hij werd bovendien de eerste Liverpool-speler die een hattrick scoorde in de eerste competitiewedstrijd sinds John Aldridge in 1988. Op 17 oktober scoorde Salah in de stadsderby met Everton (2-2) zijn 100'ste Liverpoolgoal in zijn 159'ste wedstrijd. Alleen Jack Parkinson (100 goals in 153 wedstrijden) en Roger Hunt (144 wedstrijden) behaalde deze mijlpaal sneller, hoewel zij een aantal van hun goals scoorde op het tweede Engelse niveau. Op 24 april 2021 scoorde Salah in een 1-1 gelijkspel met Newcastle United zijn twintigste goal in de competitie, waarmee hij de eerste Liverpool-speler werd die in drie seizoenen twintig goals of meer scoorde.
Het seizoen 2021/22 opende hij opnieuw met een goal (en twee assists), waardoor hij de eerste speler in de geschiedenis werd die vijf keer achter elkaar scoorde in de openingsspeelronde van de Premier League. Op 12 september scoorde Salah zijn 100'ste Premier League-doelpunt, twee weken later zijn 100'ste Premier League-doelpunt voor Liverpool (hij scoorde twee goals voor Chelsea in de competitie). Geen Liverpool-speler haalde sneller dan Salah (151 wedstrijden) dit aantal goals. Op 24 oktober was Salah met drie goals en een assist heel belangrijk in de derby met Manchester United. Voor de kerst had hij al 22 doelpunten gescoord en tien assists geleverd in 24 wedstrijden. Hij won dat seizoen zowel de FA Cup- als de EFL Cup-finale van Chelsea. In eerstgenoemde benutte hij zijn penalty, in de andere raakte hij na een halfuur geblesseerd. Ook speelde hij 90 minuten in de Champions League-finale tegen Real Madrid op 28 mei 2022, die met 1-0 verloren ging.
Op 1 juli 2022 tekende Salah bij tot de zomer van 2025. Op 30 juli was hij met een goal en een assist belangrijk in een 3-1 overwinning op Manchester City in de Community Shield. Op 6 augustus was hij opnieuw trefzeker in de openingswedstrijd tegen Fulham, waarmee hij zijn eigen record van meeste achtereenvolgende openingswedstrijden met een doelpunt aanscherpte. Hij kwam bovendien gelijk met Wayne Rooney, Frank Lampard en Alan Shearer wat betreft meeste doelpunten in de eerste speelronde. Op 12 oktober kwam hij als invaller in het veld in de Champions League-wedstrijd tegen Rangers(7-1 winst), waarna hij binnen zes minuten en twaalf seconden een hattrick scoorde. Daarmee brak hij record van Bafétimbi Gomis van snelste CL-hattrick. Vijf dagen later eindigde Salah opnieuw als vijfde in de strijd om de Ballon D'or. Op 21 februari werd Salah all-time topscorer van Liverpool in Europese competities door een doelpunt tegen Real Madrid in de achtste finale. Hoewel Liverpool die ronde werd uitgeschakeld, eindigde Salah wel als tweede topscorer in de CL achter Erling Haaland. Op 5 maart was Salah goed voor twee goals en twee assists in een 7-0 overwinning op Manchester United, waarmee hij all-time topscorer werd in de Premier League namens Liverpool. Hij nam dat record over van Robbie Fowler, die 128 keer scoorde in de Premier League. Salah werd bovendien de eerste speler die in vijf achtereenvolgende wedstrijden tegen Manchester United scoorde. Op 6 mei werd Salah de eerste speler in de geschiedenis van de club om in negen achtereenvolgende wedstrijden in het Anfield te scoren. Op 15 mei completeerde Salah tegen Leicester City voor het eerst een hattrick aan assists.
Hoewel Salah in de zomer van 2023 de interesse genoot van enkele Saudische clubs, bleef Salah Liverpool trouw. Op 1 januari 2024 scoorde hij tweemaal en gaf hij één assist tegen Newcastle United, waarna hij vertrok om deel te nemen aan het Afrikaans kampioenschap voetbal. Op dat moment had hij in 27 wedstrijden al achttien doelpunten gescoord en negen assists geleverd. Hij raakte tijdens de Africa Cup geblesseerd, maar keerde op 17 februari tegen Brentford als invaller terug met een goal en een assist.

## Clubstatistieken
| Seizoen | Club                  | Competitie     | Competitie | Competitie | Competitie | Beker | Beker | Beker | Europa | Europa | Europa | Totaal | Totaal | Totaal |
| Seizoen | Club                  | Competitie     | Wed.       | Dlp.       | Ass.       | Wed.  | Dlp.  | Ass.  | Wed.   | Dlp.   | Ass.   | Wed.   | Dlp.   | Ass.   |
| ------- | --------------------- | -------------- | ---------- | ---------- | ---------- | ----- | ----- | ----- | ------ | ------ | ------ | ------ | ------ | ------ |
| 2009/10 | Al Moqaouloun al-Arab | Premier League | 3          | 0          | 0          | 2     | 0     | 1     | —      | —      | —      | 5      | 0      | 1      |
| 2010/11 | Al Moqaouloun al-Arab | Premier League | 21         | 4          | 1          | 4     | 1     | 1     | —      | —      | —      | 25     | 5      | 2      |
| 2011/12 | Al Moqaouloun al-Arab | Premier League | 15         | 7          | 3          | 0     | 0     | 0     | —      | —      | —      | 15     | 7      | 3      |
| 2012/13 | FC Basel              | Super League   | 29         | 5          | 4          | 5     | 3     | 2     | 16     | 2      | 5      | 50     | 10     | 11     |
| 2013/14 | FC Basel              | Super League   | 18         | 4          | 5          | 1     | 1     | 0     | 10     | 5      | 1      | 29     | 10     | 6      |
| 2013/14 | Chelsea               | Premier League | 10         | 2          | 1          | 1     | 0     | 0     | —      | —      | —      | 11     | 2      | 1      |
| 2014/15 | Chelsea               | Premier League | 3          | 0          | 0          | 3     | 0     | 2     | 2      | 0      | 0      | 8      | 0      | 2      |
| 2014/15 | → Fiorentina          | Serie A        | 16         | 6          | 3          | 2     | 2     | 0     | 8      | 1      | 1      | 26     | 9      | 4      |
| 2015/16 | → AS Roma             | Serie A        | 34         | 14         | 6          | 1     | 0     | 0     | 7      | 1      | 1      | 42     | 15     | 7      |
| 2016/17 | AS Roma               | Serie A        | 31         | 15         | 13         | 2     | 2     | 0     | 8      | 2      | 2      | 41     | 19     | 15     |
| 2017/18 | Liverpool             | Premier League | 36         | 32         | 10         | 1     | 1     | 0     | 15     | 11     | 5      | 52     | 44     | 15     |
| 2018/19 | Liverpool             | Premier League | 38         | 22         | 8          | 2     | 0     | 0     | 12     | 5      | 2      | 52     | 27     | 10     |
| 2019/20 | Liverpool             | Premier League | 34         | 19         | 10         | 3     | 0     | 0     | 11     | 4      | 3      | 48     | 23     | 13     |
| 2020/21 | Liverpool             | Premier League | 37         | 22         | 5          | 4     | 3     | 0     | 10     | 6      | 1      | 51     | 31     | 6      |
| 2021/22 | Liverpool             | Premier League | 35         | 23         | 13         | 3     | 0     | 0     | 13     | 8      | 2      | 51     | 31     | 15     |
| 2022/23 | Liverpool             | Premier League | 38         | 19         | 12         | 5     | 3     | 2     | 8      | 8      | 2      | 51     | 30     | 16     |
| 2023/24 | Liverpool             | Premier League | 32         | 18         | 10         | 3     | 2     | 0     | 9      | 5      | 3      | 44     | 25     | 14     |
| 2024/25 | Liverpool             | Premier League | 38         | 29         | 18         | 5     | 2     | 1     | 9      | 3      | 4      | 52     | 34     | 23     |
| TOTAAL  | TOTAAL                | TOTAAL         | 468        | 241        | 122        | 47    | 20    | 9     | 138    | 61     | 32     | 653    | 322    | 164    |

Bijgewerkt tot en met 26 mei 2025.

## Interlandcarrière
Salah maakte op 3 september 2011 zijn debuut in het Egyptisch voetbalelftal, in een kwalificatiewedstrijd voor het Afrikaans kampioenschap voetbal 2012 tegen Sierra Leone (2–1 verlies). In de derde minuut van de verlenging van het duel, dat onder leiding van de arbiter Alioum stond, werd hij vervangen door Ali Afify. Een maand later, op 8 oktober, maakte hij zijn eerste interlanddoelpunt, in hetzelfde kwalificatietoernooi tegen Niger (3–0 winst). Ook in de daaropvolgende interland, een vriendschappelijke tegen Kenia (5–0 overwinning), was hij trefzeker.
Salah speelde Salah in het kwalificatietoernooi voor het WK 2014 acht wedstrijden voor Egypte. In het vierde kwalificatieduel, op 9 juni 2013 tegen Zimbabwe, maakte hij drie doelpunten, zijn eerste hattrick in het nationale team. Ook nam hij deel aan de uiteindelijke play-off tegen het Ghanees voetbalelftal, die over twee wedstrijden met 3–7 verloren werd. Op zondag 8 oktober 2017 leidde Salah Egypte met twee doelpunten tegen Congo (2-1) naar het WK 2018 in Rusland. Het Noord-Afrikaanse land was in 1990 voor het laatst actief op een WK-eindronde. "Ik heb hier geen woorden voor", stamelde Salah, die voor enorme feestvreugde zorgde in Egypte. "Dit is voor mij een droom die uitkomt. Ik wilde ooit nog eens een WK meemaken, of het nou als speler of fan van Egypte was. Ik ben er trots op dat ik de Egyptenaren zo blij heb gemaakt met mijn doelpunten." Salah maakte op het WK twee doelpunten in drie wedstrijden, maar kon daarmee niet voorkomen dat zijn ploeg na de groepsfase puntloos naar huis moest.
Salah was met Egypte actief op het Afrikaans kampioenschap 2017 en het Afrikaans kampioenschap 2019. Hij bereikte op de editie van 2017 samen met zijn ploeggenoten de finale. Hierin gaf hij nog de assist waaruit Mohamed Elneny Egypte op 1–0 schoot, maar tegenstander Kameroen boog de stand in de tweede helft om naar 1–2.
| Interlands van Mohamed Salah voor Egypte | Interlands van Mohamed Salah voor Egypte | Interlands van Mohamed Salah voor Egypte | Interlands van Mohamed Salah voor Egypte | Interlands van Mohamed Salah voor Egypte | Interlands van Mohamed Salah voor Egypte | Interlands van Mohamed Salah voor Egypte |
| №                                        | Datum                                    | Wedstrijd                                | Uitslag                                  | Soort wedstrijd                          | Doelpunten                               |                                          |
| Als speler bij Al Moqaouloun             | Als speler bij Al Moqaouloun             | Als speler bij Al Moqaouloun             | Als speler bij Al Moqaouloun             | Als speler bij Al Moqaouloun             | Als speler bij Al Moqaouloun             | Als speler bij Al Moqaouloun             |
| ---------------------------------------- | ---------------------------------------- | ---------------------------------------- | ---------------------------------------- | ---------------------------------------- | ---------------------------------------- | ---------------------------------------- |
| 1.                                       | 3 september 2011                         | Sierra Leone – Egypte                    | 2 – 1                                    | Kwalificatie Afrika Cup 2012             | 0                                        |                                          |
| 2.                                       | 8 oktober 2011                           | Egypte – Niger                           | 3 – 0                                    | Kwalificatie Afrika Cup 2012             | 1                                        |                                          |
| 3.                                       | 27 februari 2012                         | Egypte – Kenia                           | 5 – 0                                    | Vriendschappelijk                        | 1                                        |                                          |
| 4.                                       | 29 februari 2012                         | Egypte – Niger                           | 1 – 0                                    | Vriendschappelijk                        | 0                                        |                                          |
| 5.                                       | 2 maart 2012                             | Egypte – Congo-Kinshasa                  | 0 – 0                                    | Vriendschappelijk                        | 0                                        |                                          |
| 6.                                       | 29 maart 2012                            | Egypte – Oeganda                         | 2 – 1                                    | Vriendschappelijk                        | 1                                        |                                          |
| 7.                                       | 31 maart 2012                            | Egypte – Tsjaad                          | 4 – 0                                    | Vriendschappelijk                        | 1                                        |                                          |
| 8.                                       | 11 mei 2012                              | Libanon – Egypte                         | 1 – 4                                    | Vriendschappelijk                        | 0                                        |                                          |
| 9.                                       | 20 mei 2012                              | Egypte – Kameroen                        | 2 – 1                                    | Vriendschappelijk                        | 0                                        |                                          |
| 10.                                      | 22 mei 2012                              | Egypte – Togo                            | 3 – 0                                    | Vriendschappelijk                        | 2                                        |                                          |
| 11.                                      | 1 juni 2012                              | Egypte – Mozambique                      | 2 – 0                                    | Kwalificatie WK 2014                     | 0                                        |                                          |
| 12.                                      | 10 juni 2012                             | Guinee – Egypte                          | 2 – 3                                    | Kwalificatie WK 2014                     | 1                                        |                                          |
| 13.                                      | 15 juni 2012                             | Egypte – Centraal-Afrikaanse Republiek   | 2 – 3                                    | Kwalificatie Afrika Cup 2013             | 1                                        |                                          |
| 14.                                      | 30 juni 2012                             | Centraal-Afrikaanse Republiek – Egypte   | 1 – 1                                    | Kwalificatie Afrika Cup 2013             | 0                                        |                                          |
| Als speler bij FC Basel                  |                                          |                                          |                                          |                                          |                                          |                                          |
| 15.                                      | 12 oktober 2012                          | Egypte – Congo-Brazzaville               | 3 – 0                                    | Vriendschappelijk                        | 0                                        |                                          |
| 16.                                      | 16 oktober 2012                          | Egypte – Tunesië                         | 0 – 1                                    | Vriendschappelijk                        | 0                                        |                                          |
| 17.                                      | 14 november 2012                         | Georgië – Egypte                         | 0 – 0                                    | Vriendschappelijk                        | 0                                        |                                          |
| 18.                                      | 6 februari 2013                          | Chili – Egypte                           | 2 – 1                                    | Vriendschappelijk                        | 1                                        |                                          |
| 19.                                      | 22 maart 2013                            | Egypte – Swaziland                       | 10 – 0                                   | Vriendschappelijk                        | 2                                        |                                          |
| 20.                                      | 26 maart 2013                            | Egypte – Zimbabwe                        | 2 – 1                                    | Kwalificatie WK 2014                     | 0                                        |                                          |
| 21.                                      | 9 juni 2013                              | Zimbabwe – Egypte                        | 2 – 4                                    | Kwalificatie WK 2014                     | 3                                        |                                          |
| 22.                                      | 16 juni 2013                             | Mozambique – Egypte                      | 0 – 1                                    | Kwalificatie WK 2014                     | 1                                        |                                          |
| 23.                                      | 14 augustus 2013                         | Egypte – Oeganda                         | 3 – 0                                    | Vriendschappelijk                        | 1                                        |                                          |
| 24.                                      | 10 september 2013                        | Egypte – Guinee                          | 4 – 2                                    | Kwalificatie WK 2014                     | 1                                        |                                          |
| 25.                                      | 15 oktober 2013                          | Ghana – Egypte                           | 6 – 1                                    | Kwalificatie WK 2014                     | 0                                        |                                          |
| 26.                                      | 14 november 2013                         | Egypte – Zambia                          | 2 – 0                                    | Vriendschappelijk                        | 0                                        |                                          |
| 27.                                      | 19 november 2013                         | Egypte – Ghana                           | 2 – 1                                    | Kwalificatie WK 2014                     | 0                                        |                                          |
| Als speler bij Chelsea FC                |                                          |                                          |                                          |                                          |                                          |                                          |
| 28.                                      | 5 maart 2014                             | Bosnië en Herzegovina – Egypte           | 0 – 2                                    | Vriendschappelijk                        | 1                                        |                                          |
| 29.                                      | 30 mei 2014                              | Chili – Egypte                           | 3 – 2                                    | Vriendschappelijk                        | 1                                        |                                          |
| 30.                                      | 4 juni 2014                              | Jamaica – Egypte                         | 2 – 2                                    | Vriendschappelijk                        | 0                                        |                                          |
| 31.                                      | 5 september 2014                         | Senegal – Egypte                         | 2 – 0                                    | Kwalificatie Afrika Cup 2015             | 0                                        |                                          |
| 32.                                      | 10 september 2014                        | Egypte – Tunesië                         | 0 – 1                                    | Kwalificatie Afrika Cup 2015             | 0                                        |                                          |
| 33.                                      | 10 oktober 2014                          | Botswana – Egypte                        | 0 – 2                                    | Kwalificatie Afrika Cup 2015             | 1                                        |                                          |
| 34.                                      | 15 oktober 2014                          | Egypte – Botswana                        | 2 – 0                                    | Kwalificatie Afrika Cup 2015             | 1                                        |                                          |
| 35.                                      | 15 november 2014                         | Egypte – Senegal                         | 0 – 1                                    | Kwalificatie Afrika Cup 2015             | 0                                        |                                          |
| 36.                                      | 19 november 2014                         | Senegal – Egypte                         | 2 – 1                                    | Kwalificatie Afrika Cup 2015             | 1                                        |                                          |
| 37.                                      | 26 maart 2015                            | Egypte – Equatoriaal-Guinea              | 2 – 0                                    | Vriendschappelijk                        | 0                                        |                                          |
| 38.                                      | 14 juni 2015                             | Egypte – Tanzania                        | 3 – 0                                    | Kwalificatie Afrika Cup 2017             | 1                                        |                                          |
| 39.                                      | 6 september 2015                         | Tsjaad – Egypte                          | 1 – 5                                    | Kwalificatie Afrika Cup 2017             | 1                                        |                                          |

Bijgewerkt op 12 september 2015.

## Erelijst
| Competitie                        |          |                        |          |          |
| Competitie                        | Aantal   | Jaren                  |          |          |
| FC Basel                          | FC Basel | FC Basel               | FC Basel | FC Basel |
| --------------------------------- | -------- | ---------------------- | -------- | -------- |
| Super League                      | 1x       | 2012/13                |          |          |
| Chelsea                           |          |                        |          |          |
| Premier League                    | 1x       | 2014/15                |          |          |
| Football League Cup               | 1x       | 2014/15                |          |          |
| Liverpool                         |          |                        |          |          |
| FIFA Club World Cup               | 1x       | 2019                   |          |          |
| UEFA Champions League             | 1x       | 2018/19                |          |          |
| UEFA Super Cup                    | 1x       | 2019                   |          |          |
| Premier League                    | 2x       | 2019/20, 2024/25       |          |          |
| EFL Cup                           | 2x       | 2021/22, 2023/24       |          |          |
| FA Cup                            | 1x       | 2021/22                |          |          |
| FA Community Shield               | 1x       | 2022                   |          |          |
| Individueel                       |          |                        |          |          |
| Afrikaans voetballer van het jaar | 2x       | 2017, 2018             |          |          |
| PFA Players' Player of the Year   | 1x       | 2018                   |          |          |
| Premier League Golden Boot        | 4x       | 2018, 2019, 2022, 2025 |          |          |